# الحزب الشيوعي الماركسي اللينيني في بنين
الحزب الشيوعي الماركسي اللينيني في بنين (بالفرنسية: Parti communiste marxiste-léniniste du Bénin)‏ هو حزب سياسي شيوعي في بنين بقيادة ماجلوار يانسونو. تأسس في كوتونو 1999. تم طرد يانسونو من الحزب الشيوعي في بنين في عام 1998 بعد أزمة داخلية في ذلك الحزب.
كان الحزب السياسي رقم 112 المسجل قانونًا في بنين.